# Carter Beauford
Pour les articles homonymes, voir Beauford.
Carter Beauford (né le 2 novembre 1957 à Charlottesville (Virginie) est un batteur américain, membre fondateur du groupe Dave Matthews Band (DMB). Il est connu pour sa capacité à mixer ensemble une grande variétés de percussions et de styles, ainsi que pour sa technique de jeu à la main, où sa main gauche mène au charleston et à la ride sur une batterie de droitier.

## Enfance
Beauford découvre la batterie à l'âge de 3 ans. À l'époque, son père achète des tickets pour un concert de Buddy Rich mais ne trouve personne pour garder son fils. Il l'emmène donc au spectacle. Notant l'intérêt de son fils pour la batterie, il lui achète un kit pour enfants avec des peaux en papier. Carter commence à jouer ses premiers concerts professionnels à l'âge de 9 ans.

### Secrets, DMB

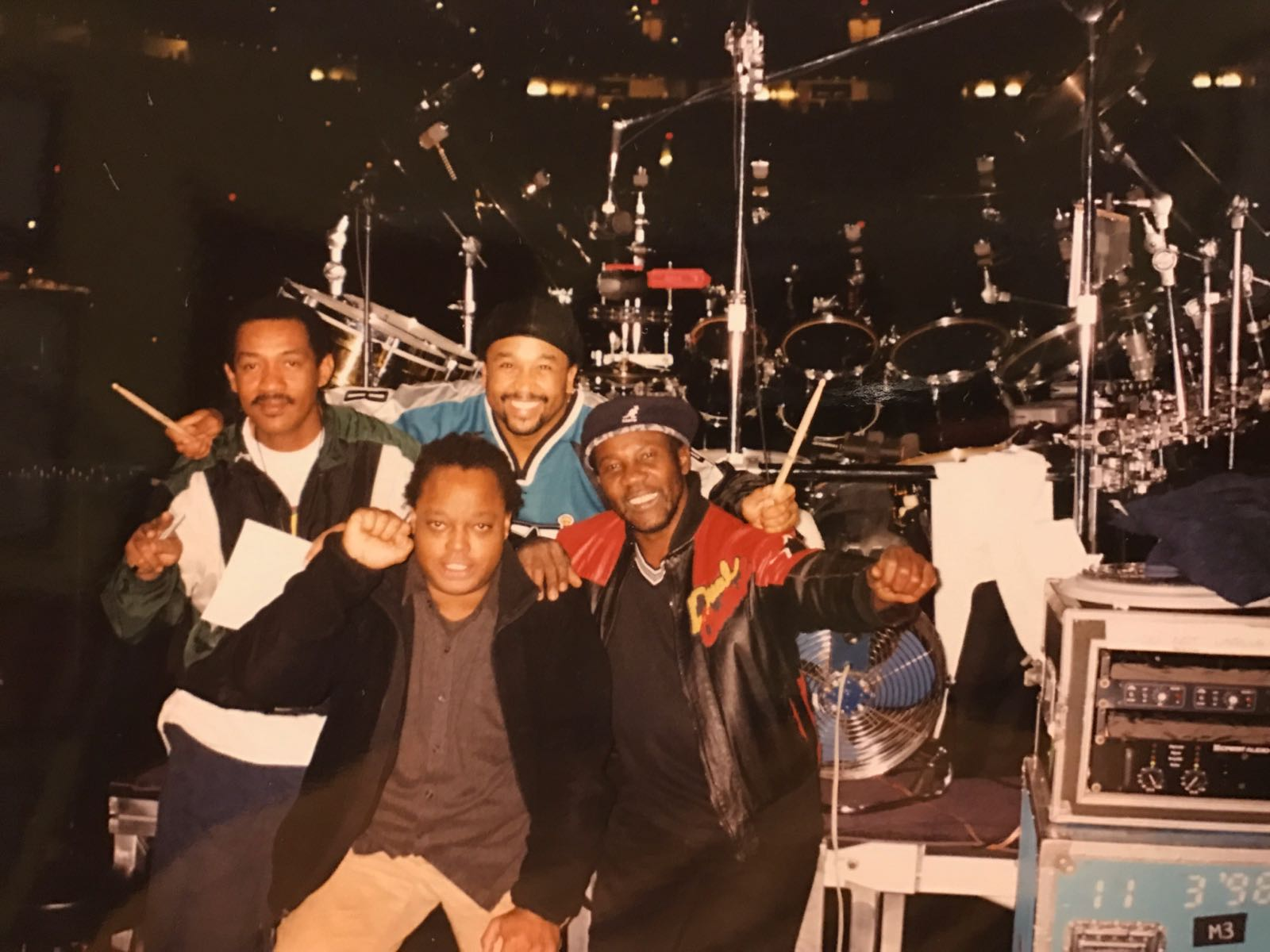
Des membres du groupe Toots & the Maytals et Dave Matthews Band pendant la tournée 1998. Paul Douglas (à gauche), Carter Beauford (derrière), LeRoi Moore (devant), Toots Hibbert (à droite).

Par la suite, il rejoint Secrets, un groupe basé à Richmond. Les autres membres sont le saxophoniste LeRoi Moore, le trompettiste John D'Earth, le chanteur Dawn Thompson, le claviériste Butch Taylor, et le guitariste Tim Reynolds. Secrets joue à travers la Virginie, souvent au bar Miller's à Charlottesville, où Dave Matthews travaille comme barman. Carter joue aussi dans le groupe Blue Indigo avec LeRoi Moore, Sal Soghoian et George Melvin, un groupe de jazz. Carter et Leroi sont alors approchés par Dave concernant la musique qu'il a écrite et qu'il voudrait enregistrer. Après écoute, Beauford accepte, devenant ainsi membre permanent de DMB.

## Autres collaborations
Beauford a aussi contribué sur des side-projects avec Vertical Horizon, Carlos Santana, John Popper (Blues Traveler), et le virtuose de la basse Victor Wooten (Béla Fleck and the Flecktones).

## Équipement
- Batterie: YAMAHA DRUMS.
- Cymbales: ZIDJIAN.
- Baguettes: VIC FIRTH.
- Peaux: REMO.

## Anecdotes
- Carter apprend le pilotage.
- Carter explique son style de jeu unique dans sa vidéo éducative "Under The Table & Drumming", attribuant sa préférence de la main gauche sur un kit de droitier au fait qu'il jouait devant un miroir étant enfant, afin de ressembler à ses batteurs favoris comme Buddy Rich. Cela l'aida à devenir complètement ambidextre à un très jeune âge, bien que par accident.